# Al Shorta Damas
Ne pas confondre avec le Al-Shorta Sports Club.
Maillots
Actualités
Le Al-Shorta Sporting Club (en arabe : نادي الشرطة الرياضي), plus couramment abrégé en Al-Shorta, est un club syrien de football fondé en 1947 et basé à Damas. Le club est lié à la police syrienne.

## Identité du club

### Logos
Les couleurs d'Al-Shorta SC sont le Rouge et le Blanc. Inspiré des couleurs de la Police Syrienne.

## Palmarès
| \| - Championnat de Syrie (2) : - Champion : 1979-80, 2011-12. - Vice-champion : 1972-73, 1975-76, 1978-79 et 1988-89. - Coupe de Syrie (4) : - Vainqueur : 1966-67, 1967-68, 1979-80 et 1980-81. \| \| - Championnat de Syrie D2 (1) : - Champion : 2005-06. \| |  |                                                       |
| - Championnat de Syrie (2) : - Champion : 1979-80, 2011-12. - Vice-champion : 1972-73, 1975-76, 1978-79 et 1988-89. - Coupe de Syrie (4) : - Vainqueur : 1966-67, 1967-68, 1979-80 et 1980-81.                                                                   |  | - Championnat de Syrie D2 (1) : - Champion : 2005-06. |